# Großziethen

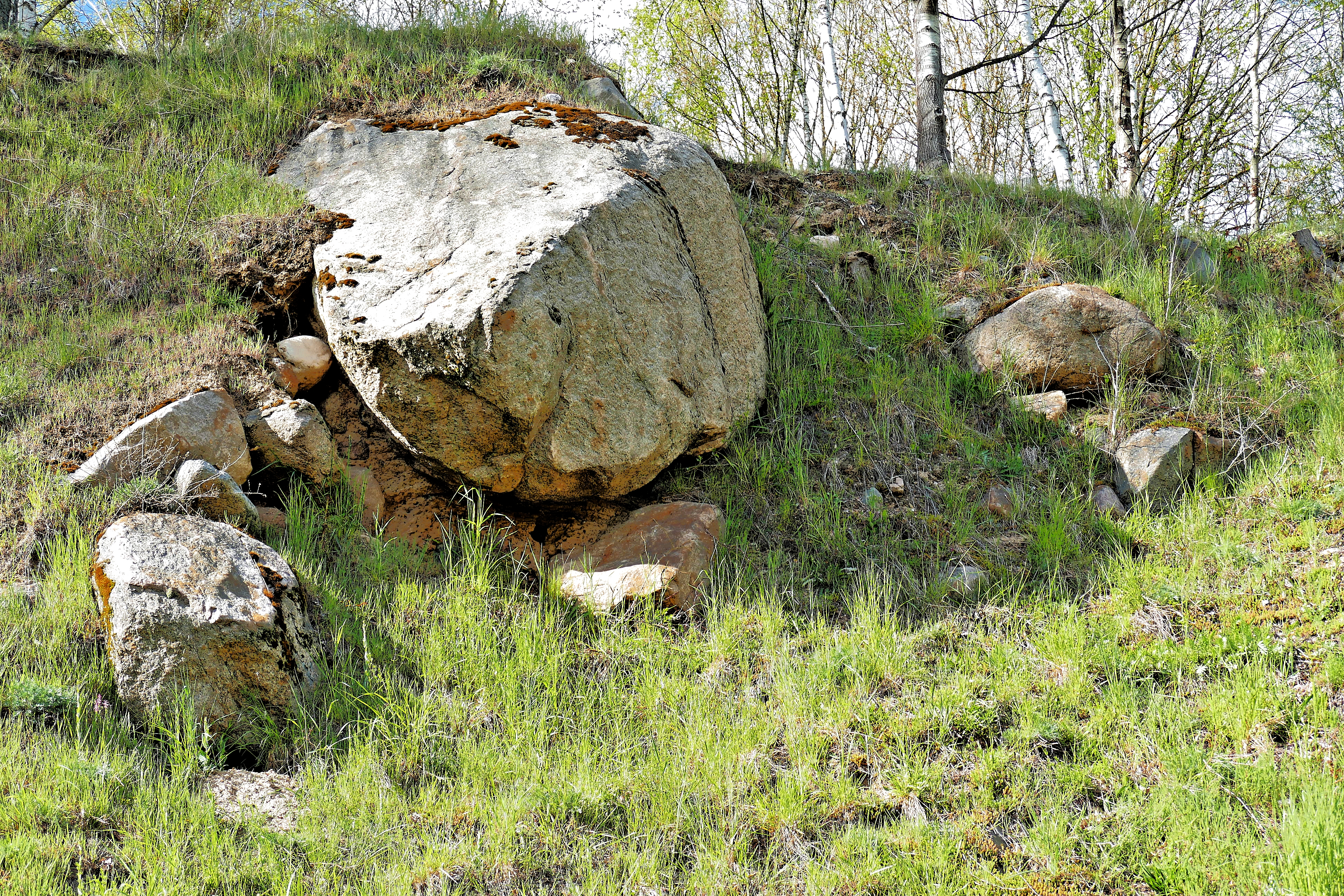
Endmoränen-Blockpackung im Geopark bei Großziethen

Großziethen (ursprünglich Groß Ziethen, auch Groß-Ziethen) ist ein Ortsteil der Gemeinde Schönefeld in Brandenburg. Es liegt südlich von Berlin im Landkreis Dahme-Spreewald. Großziethen ist der nördlichste Ort der Gemeinde Schönefeld und des Landkreises Dahme-Spreewald. Westlich von Großziethen liegt Berlin-Lichtenrade (Bezirk Tempelhof-Schöneberg), nördlich Berlin-Buckow (Bezirk Neukölln) und südlich Waßmannsdorf, östlich liegen Berlin-Rudow und Schönefeld. Die ehemalige Gemeinde und heutige Gemarkung Großziethen umfasst auch den bewohnten Gemeindeteil Kleinziethen. Die Fläche von Großziethen beträgt 16,41 km².

## Geschichte und Etymologie

### 14. und 15. Jahrhundert

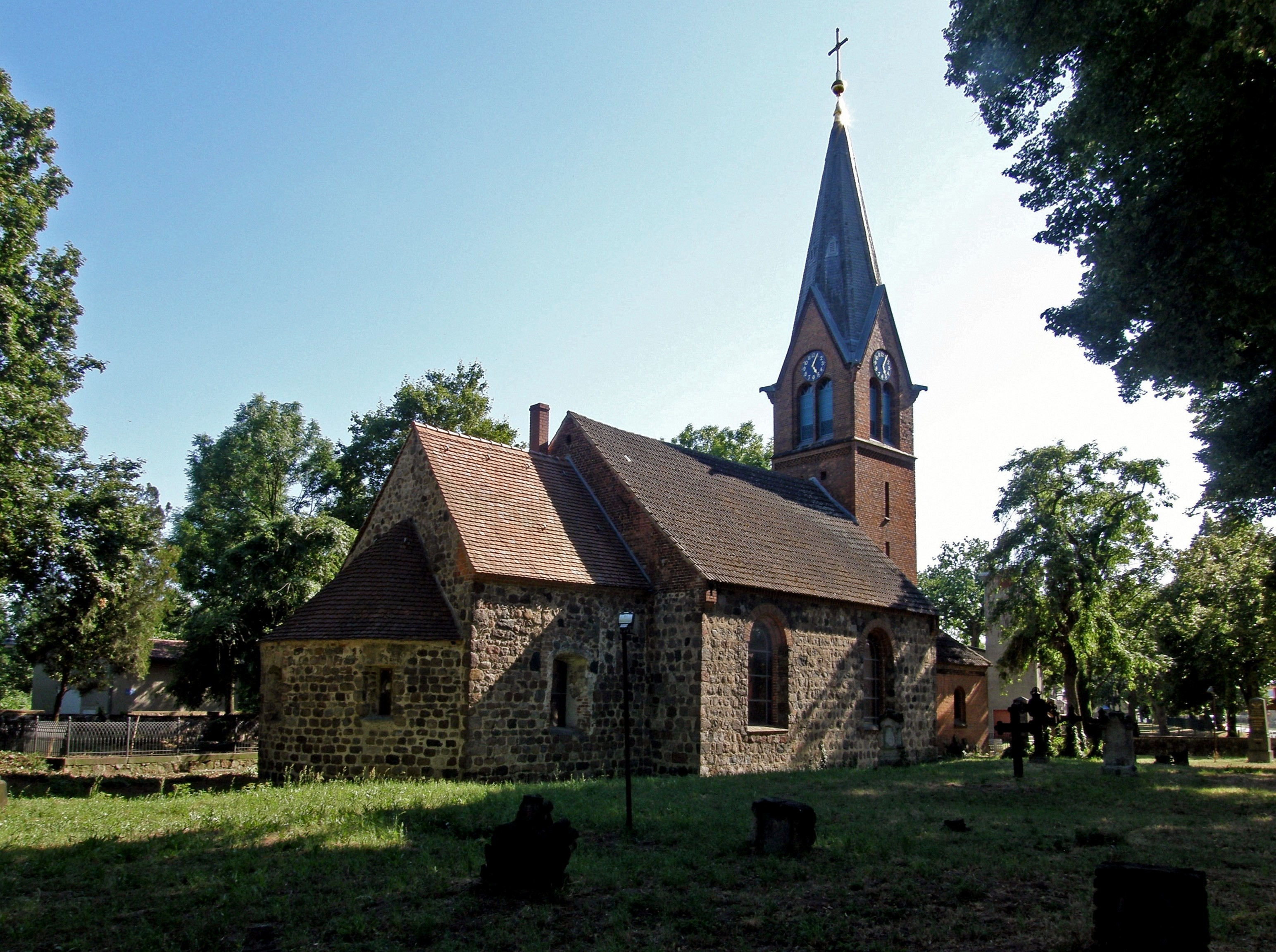
Dorfkirche Großziethen aus dem 13. Jahrhundert

Das Dorf wurde 1300 durch Jacobus de Cziten gegründet und erschien urkundlich erstmals im Jahr 1348 als Cythen. Im Landbuch Karls IV. war der Ort als magna Cziten, mangna Czithen verzeichnet, um es vom damals noch benachbarten Kleinziethen zu unterscheiden (im Jahr 2020 ein Gemeindeteil von Großziethen). Es war zu dieser Zeit 60 Hufen groß, davon standen dem Pfarrer fünf abgabenfreie Hufen zu. Im Ort gab es neun Kossätenhöfe sowie einen Krug und eine Mühle. Im Zentrum steht die im Kern aus der Gründungszeit stammende Dorfkirche. Die Besitzverhältnisse waren über viele Jahrhunderte komplex.
Vor 1375 bis 1526 hielt die Familie Wichhusen (Weichhausen) das Ober- und Untergerichtsbarkeit, Anteile am Wagendienst und Abgaben (1375) sowie acht freie Hufen (1450). Sie konnte ihren Besitz auf elf Hufen im Jahr 1480 ausbauen. Ebenfalls vor 1375 bis nach 1472 besaß die Familie Blankenfelde Anteile an den Wagendiensten und Abgaben (1375). Sie besaß eine freie Schäferei, erhielt Hebungen von einem Hakes Hof mit fünf Hufen, von einem Zweihufner sowie von zwei Krughufen (1446). Im Jahr 1450 bestand der Ort aus 59 Hufen, bei fünf Pfarrhufen sowie einem Kirchhufen. Ein O. Wichhus besaß acht freie Hufen; hinzu kamen eine Mühle, ein Krug und vermutlich acht Kossäten. Im Jahr 1463 erschien der Bürger Berkholz zu Cölln mit Hebungen aus einem Vierhufnerhof sowie einem Einhufnerhof. Dieser Anteil fiel 1482 an die Familie Aken und war bis 1515 im Besitz der von Otterstädt, bevor auch er an den Rat zu Cölln ging. 1472 erwarb die Familie Blankenfelde Hebungen aus dem Krug mit zwei Hufen sowie aus einem Vierhufnerhof. Die Abgaben aus acht Hufen fielen um 1375 an die Familie Wartenberg. Danach verlieren sich die Eigentumsverhältnisse dieser Hufen. Vermutlich waren es Besitzer aus Glasow, z. B. die Familie Wilmersdorf über zwei Höfe mit acht Hufen (1472) bzw. vier freigekaufte Hufen (1480), die jedoch wüst lagen. Dieser Anteil kam bis 1515 an die Familie von Milow. Im Jahr 1480 lagen auch zwei Kossätenhöfe wüst.

### 16. Jahrhundert
Im Jahr 1526 kam der Anteil der Familie Wichhusen an die Familie von Bardeleben. Sie erhielten Groß- und Kleinziethen mit einem Wohnhof (1530), das Kirchenpatronat, Zinsen, Pachte und Renten sowie die Dienste der Kossäten (1536). Anschließend erwarben sie die vom Rat zu Cölln erkauften Pächte, Zinsen und den Fleischzehnt sowie die Einkünfte des Gemeinen Kastens zu Cölln von einem Hof in Großziehen. Dieser Anteil blieb bis 1598 bestehen. Der Anteil derer von Blankenfelde ging bis 1515 an die Familie Gortz, anschließend von 1515 bis nach 1536 an den Rat zu Cölln. Im Jahr 1515 waren dies die Zinsen und Renten von einem Fünfhufner, einem Vierhufner und zwei Hufen des Krügers. Außerdem erhielten sie die Einnahmen aus einem Vierhufner, einem Zweihufner, dem Müller und einem Einhufner. Bei letztgenanntem handelte es sich um den Anteil der Familie Wartenberg, bzw. von Milow. Vor 1571 fielen die Anteile des Rats ebenfalls an die Familie von Bardeleben. Die Dienste der Hufner gingen vermutlich an den Kurfürsten und wurden von der Hausvogtei wahrgenommen (1608, 1652). 1598 übernahm die von Pfuel den ursprünglich von der Familie Wichhusen gehaltene Anteil, wenn auch nur wiederverkaufsweise und hielten ihn bis 1610.

### 17. Jahrhundert
Im Jahr 1608 erschien ein Rittersitz der Familie Bardeleben. Sie baute ihren Besitz aus, in dem sie 1610 den Pfuelschen Anteil übernahm und bis 1620 hielt. Anschließend ging er an die Familie von Streithorst. In ihre Zeit fiel auch der Dreißigjährige Krieg. Im Jahr 1624 lebten in Großziethen zwölf Hufner, sechs Kossäten sowie der Müller, ein Schmied, ein Pachtschäfer sowie die Schäferknechte auf 51 Hufen. Eine Hufe wurde derer von Pfuel freigewilligt. 1643 bestand der Rittersitz mit 10 Ritterhufen. Nach dem Krieg lebten 1652 der Schulze mit einem Sohn und einem Knecht, neun Bauern mit zwei Söhnen und sieben Knechten und Jungen sowie fünf Kossäten mit zwei Söhnen im Dorf. 1681 kam das Dorf in den Besitz der Familie von Flans, die ihn bis 1780 hielten.

### 18. Jahrhundert
Im Jahr 1711 waren es elf Hufner, vier Kossäten, der Hirte, der Schäfer, der Knecht und der Schmied. Sie zahlten für 50 Hufen je acht Groschen an Abgaben. 1717 erschien erneut der Rittersitz mit Wohn- und Wirtschaftsgebäuden in den Akten. Der Sitz war zehn Hufen groß; die Bewohner betrieben Fischerei und es gab einen Weinberg mit Weinmeisterhaus sowie eine Windmühle vor dem Dorf. Dort bestanden zwölf Bauernhöfe und sechs Kossätenhöfe. Im Jahr 1745 wurde lediglich von elf Bauern, vier Kossäten, einem Krug, einer Windmühle sowie dem Rittergut berichtet. 1771 standen in Großziehen 15 Giebel (=Wohnhäuser); es gab einen Schmied sowie einen Hirten und vier Paar Hausleute sowie den Schäferknecht. Außerdem erschien erstmals eine private Windmühle. Ab dem Jahr 1780 wechselten die Besitzer vergleichsweise häufig. In diesem Jahr übernahm die Familie von Zastrow das Dorf und vererbte es 1784 an ihre Tochter, Wilhelmine Sophie von Lützow, geborene von Zastrow, Mutter des Freikorpsführers Adolph von Lützow, die es 1800 an den Reichsgraf von Brühl verkaufte.

### 19. Jahrhundert
Im Jahr 1801 lebten im Dorf zwölf Ganzbauern, vier Ganzkossäten, ein Büdner und ein Einlieger. Es gab eine Schmiede, einen Krug und eine Windmühle. Die Gemarkung war 49 Hufen groß; hinzu kam das Gut mit 15 Hufen. Insgesamt wurden 26 Feuerstellen betrieben. Von Grafen Brühl kam das Gut 1805 bis 1806 an die Familie von Quast und von dort im Jahr 1806 an den Grafen von Bohlen, der es vor 1817 an die Familie Braumüller weitergab. Sie hielt das Dorf bis 1838.
Seit 1816 gehörte Groß Ziethen zum neugegründeten Kreis Teltow-Storkow, ab 1835 zum Landkreis Teltow. Im Jahr 1840 wurde lediglich von 28 Wohnhäusern berichtet, die in Dorf und Gut standen. Im Jahr 1858 gab es 13 Hofeigentümer, die 53 Knechte und Mägde beschäftigten. Weiterhin gab es vier nebengewerbliche Landwirte mit acht Knechten und Mägden sowie 13 Arbeiter und 14 Personen Gesinde. Im Dorf gab es 17 Besitzungen: Eine war 355 Morgen groß, zwölf zwischen 30 und 300 Morgen (zusammen 2070 Morgen), zwei zwischen 5 und 30 Morgen (zusammen 35 Morgen) sowie zwei unter 5 Morgen (zusammen 5 Morgen). Es gab einen Bäckermeister mit drei Gesellen, einen Schuhmachermeister mit einem Gesellen und einem Lehrling, einen Kürschnermeister, einen Schneidermeister, einen Stellmachermeister, einen Grobschmiedemeister und zwei Gesellen, einen Händler, einen Krämer, einen Krug, einen Beamten und 13 Arme. Im Rittergut gab es neben dem Gutseigentümer 13 Knechte und Mägde. Hinzu kamen 24 Tagelöhner, eine Person Gesinde sowie sechs Bediente. Das Gut war 1027 Morgen groß; dort unterrichteten zwei Privatlehrer. 1860 standen im Dorf zwei öffentliche sowie 30 Wohn- und 62 Wirtschaftsgebäude, darunter zwei Getreidemühlen. Im Rittergut waren es sieben Wohn- und acht Wirtschaftsgebäude. Im Jahr 1878 wurde Kleinziethen eingemeindet. 1879 ist Familie Keller, respektive der Freiherren von Buttlar, Buttlar & Keller, Eigentümer der Güter Groß und Klein Ziethen, auf 825 ha. Seit 1887 ist der Gutsherr Keller auf Groß Ziethen einer der wenigen bürgerlichen Ritterschaftsräte und findet 1890 Erwähnung im Deutschen Millionär-Adressbuch. Frau Ritterschaftsrätin Keller wiederum war mit einigen Gutsbesitzer-Ehefrauen im Vorstand des Frauenvereins des Kreises Teltow. Des Weiteren war ihr Ehemann Kreisdeputierter des Landkreises Teltow unter Landrat Ernst (von) Stubenrauch. Ihnen folgte der 1861 im ostpreußischen Königsberg nobilitierte und 1896 in Groß Ziethen verstorbene Ritterschaftsrat August von Moser, verheiratet mit Caroline Braumüller-Großziethen. Deren Tochter Johanna heiratete Ernst Keller, Tochter Marie (1842–1906) heiratete Hans Freiherr Treusch von Buttlar-Brandenfels (1836–1890), der kurzzeitig das Gut leitete und in Groß Ziethen starb.

### 20. Jahrhundert

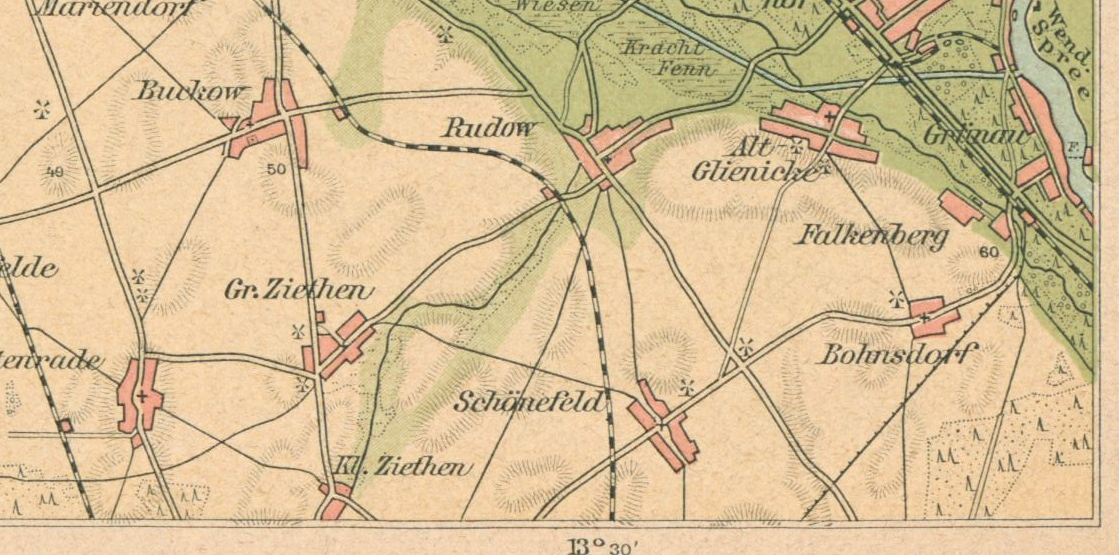
Gr. Ziethen bei Berlin, im Schulatlas von 1913

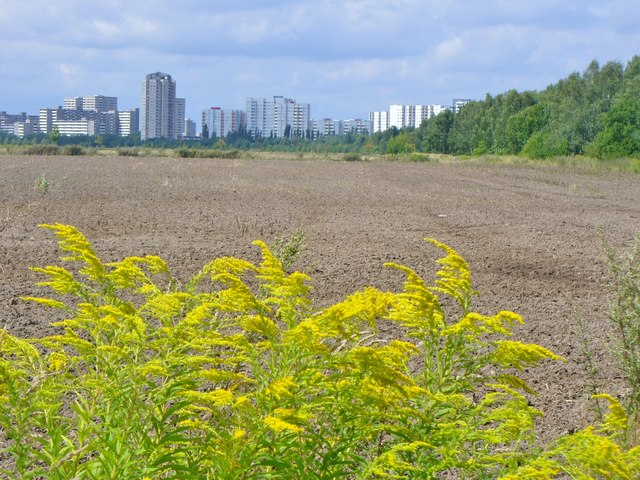
Ehemalige Rieselfelder

Um die Jahrhundertwende standen im Ort 59, im Gut sieben Häuser. 1907 gehörte das Gut dem Schnaps-Fabrikanten Theodor Glinka (1841–1907), Mitinhaber der Firma J. A. Gilka, seit 1887 Kommerzienrat und mehrfacher Gutsbesitzer in der Provinz Brandenburg. 1914 gehörte das Rittergut den Glinka`schen Erben, den Söhnen Albert Gilka und Arthur Gilka (1875–1937).
Im Jahr 1928 wurden in der Provinz Brandenburg nach der neuen Kommunalverfassung das Rittergut mit dem Gutsbezirk sowie dem Gutsbezirk Kleinziethen mit der Gemeinde vereinigt. Dies änderte aber nichts am Eigentum von fiskalischen, kirchlichen und privatem Besitz. 1929 war das Rittergut mit 411 Hektar bereits im Eigentum der Berliner Stadtgüter GmbH. Acht ortsansässige Bauernfamilien besaßen Höfe zwischen 62 und 20 Hektar. Der Großziethener Hausbestand wuchs auf 128 Häuser im Jahr 1931 an. 1932 bestand Großziethen mit dem Wohnplatz Kleinziethen. 1938 erhielt das Dorf Anschluss an den Berliner Güteraußenring. Im Jahr 1939 gab es im Dorf zwei land- und forstwirtschaftliche Betriebe, die größer als 100 Hektar waren. Sieben weitere Betriebe waren zwischen 20 und 100 Hektar groß, 16 Betriebe zwischen 10 und 20 Hektar, 14 Betriebe zwischen 5 und 10 Hektar sowie 12 Betriebe zwischen 0,5 und 5 Hektar.
Nach dem Zweiten Weltkrieg wurden 232 Hektar enteignet und aufgeteilt. 55 Bauern erhielten bis zu einem Hektar (zusammen 26 Hektar), sechs Bauern zwischen einem und fünf Hektar (zusammen 23 Hektar) sowie 15 Bauern zwischen fünf und zehn Hektar (zusammen 100 Hektar). Weitere 82 Hektar wurden auf 22 Altbauern verteilt. Von 1948 bis 1958 bestand Personenverkehr mit Triebwagen, anschließend wurde die Strecke stillgelegt und abgebaut. Heute erinnert die Straße Am alten Bahndamm im Norden Großziethens an die Lage des ehemaligen Bahnhofs. Im Jahr 1950 bestand Großziethen mit dem Wohnplatz Dorf, Ausbau Rudower Chaussee, Lichtenrader Damm, Feldscheunenweg, Telefunkenweg, Gartenstadt mit Karl-Marx-Straße und Nibelungensiedlung; 1957 mit dem Wohnplatz Feldscheunensiedlung. Bei der Neuordnung der Kreise 1952 wurde das Dorf dem Kreis Königs Wusterhausen zugeordnet, dem es bis zur Bildung des Landkreises Dahme-Spreewald 1993 angehörte. Im Jahr 1953 gründete sich eine LPG vom Typ I, die noch im gleichen Jahr in eine LPG Typ III umgewandelt wurde. Sie hatte zunächst 14 Mitgliedern und 51 Hektar landwirtschaftlicher Nutzfläche und wuchs bis zum Jahr 1960 auf 86 Mitglieder und 552 Hektar Fläche an. In diesem Jahr gab es weiterhin eine LPG Typ I mit 13 Mitgliedern und 96 Hektar Fläche. 1973 bestand im Dorf die LPG Großziethen, das VEG Kombinat Waßmannsdorf mit dem Betriebsteil Kleinziethen.
Anfang der 1970er Jahre wurde auf der ehemaligen Müllkippe Großziethen der Hausmüll aus Westberliner Haushalten entsorgt und gelagert. Der Müll wurde über einen speziellen Grenzübergang angeliefert. Circa 4,5 Millionen Tonnen Abfall kam damals zusammen, der zu einem 85 Meter über NN aufragenden Müllberg aufgeschüttet wurde. Die Deponie wurde inzwischen rekultiviert und auf der Südseite mit einer Solaranlage versehen.
Auf dem Friedhof des Dorfs am Friedhofsweg befindet sich eine Grabstätte für vier sowjetische Soldaten und etwa 200 sowjetische Kriegsgefangene und Zwangsarbeiter.
1998 betrug die Einwohnerzahl 3958 Personen, ist seitdem jedoch bereits auf über 8000 Einwohner gestiegen.

### 21. Jahrhundert

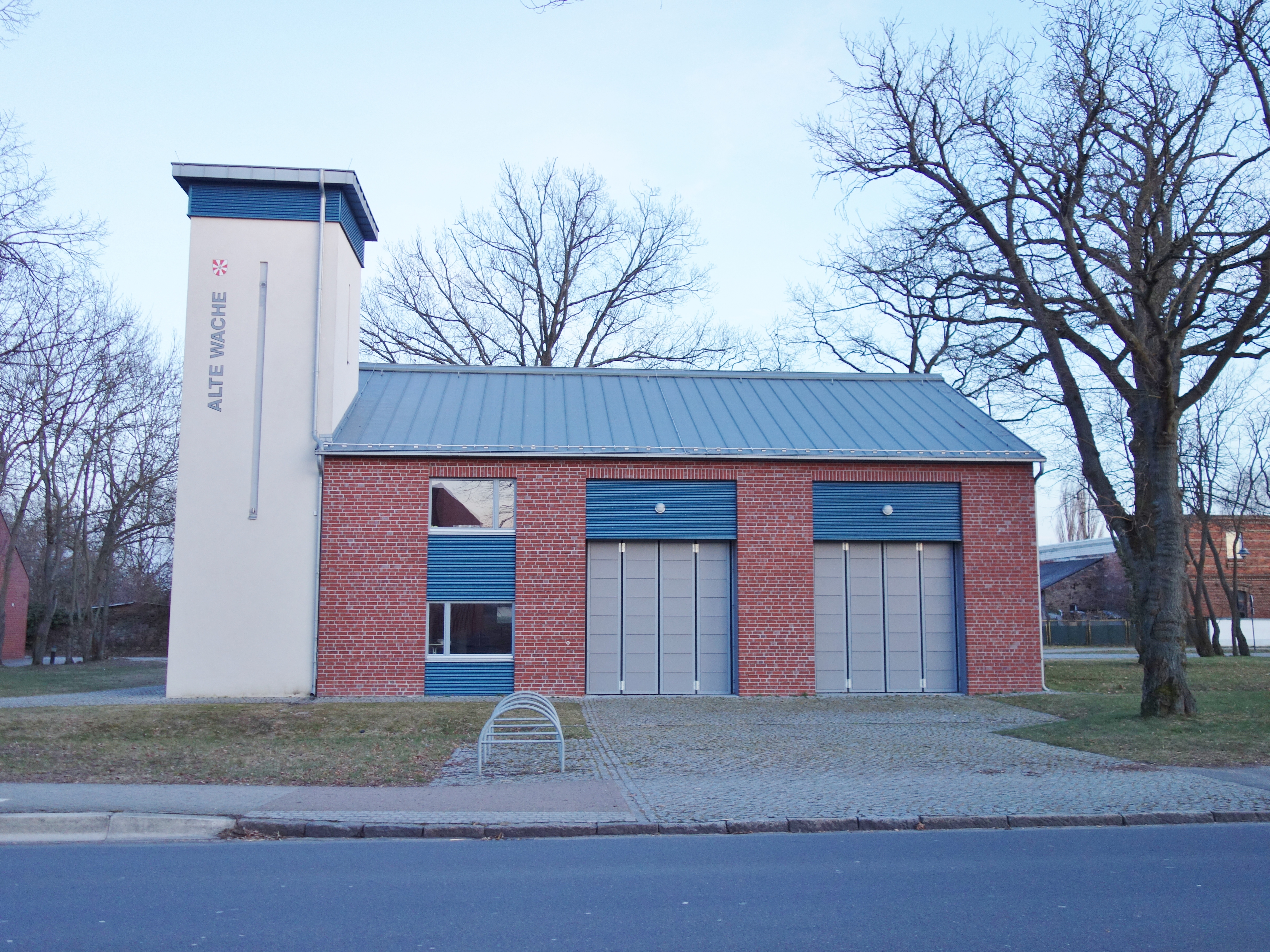
Feuerwache

2003 erfolgte zwangsweise die Eingemeindung in die Großgemeinde Schönefeld. 2005 wurden 35 Einwohner von Selchow, deren Grundstücke auf dem Gebiet des zukünftigen Großflughafens Berlin Brandenburg lagen, nach Großziethen umgesiedelt.

## Bevölkerungsentwicklung
| Jahr      | 1734 | 1772 | 1801 | 1817 | 1840 | 1858                 | 1895 | 1925 | 1939 | 1946 | 1964 | 1971 |
| Einwohner | 130  | 161  | 165  | 142  | 209  | Dorf 288 und Gut 107 | 784  | 870  | 1803 | 1816 | 1768 | 1728 |

## Verkehr
Durch Großziethen verläuft die Landstraße 75 (Berlin–Mahlow–Waßmannsdorf), sowie der Straßenzug Lichtenrader Chaussee–Alt Großziethen–Rudower Allee, der die Berliner Ortsteile Lichtenrade und Rudow miteinander verbindet.
Durch den Ort führen mehrere Buslinien, die eine Anbindung der Berliner Ortsteile Lichtenrade, Buckow und Rudow, sowie an den Flughafen Berlin Brandenburg ermöglichen.
Die nächstgelegenen Bahnhöfe sind der S-Bahnhof Waßmannsdorf sowie, in Berlin gelegen, S-Bahnhof Lichtenrade und U-Bahnhof Rudow. Die nächste Autobahnanschlussstelle liegt in Schönefeld an der Bundesautobahn 113 (Auffahrt Schönefeld-Süd). Unmittelbar südlich von Großziethen verläuft die Bundesstraße 96a, direkt westlich des Ortes die Bundesstraße 96.

## Bildung

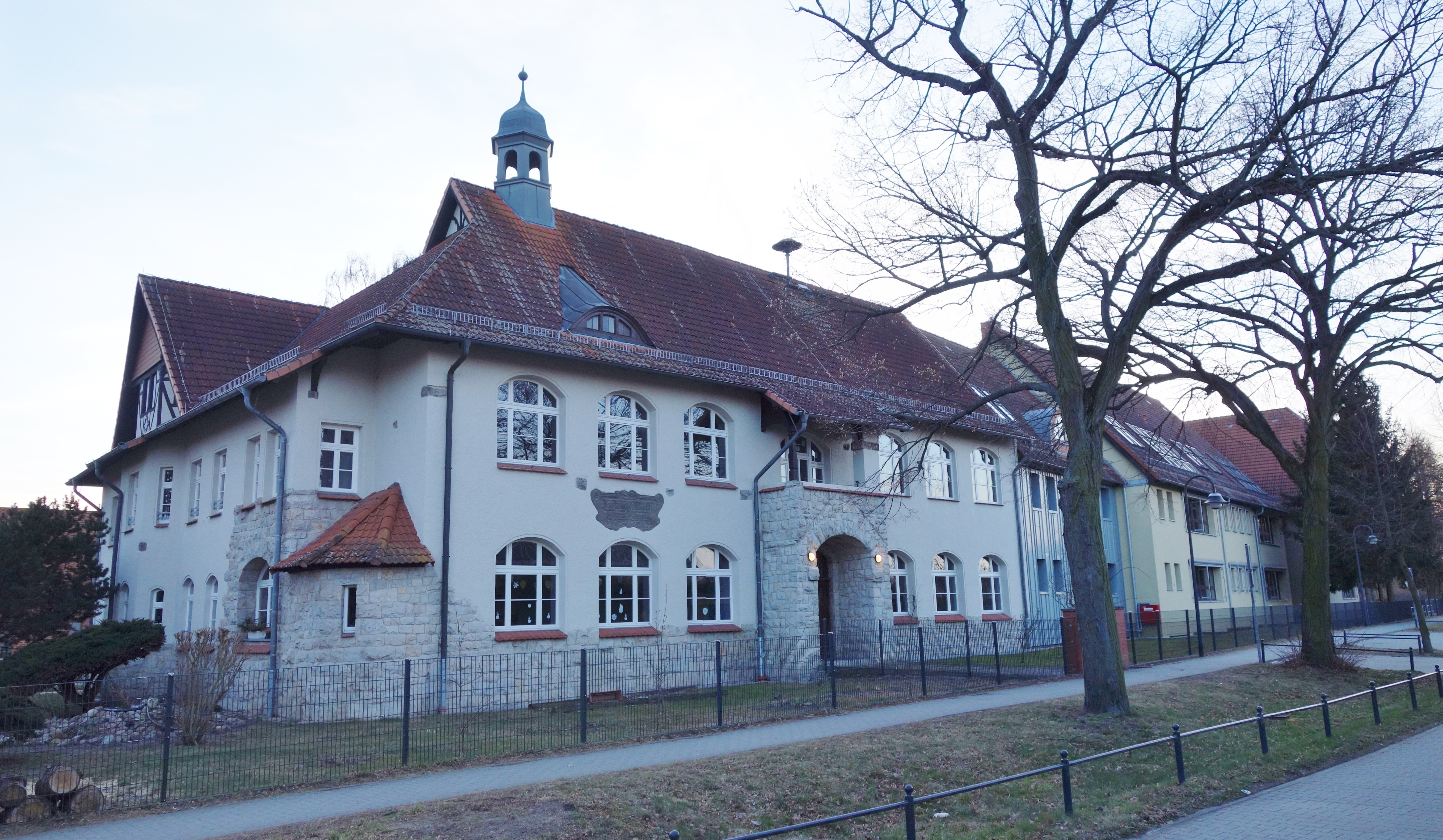
Alte Schule Großziethen

Die Paul-Maar-Grundschule befindet sich am Samariterweg und bietet rund 500 Kindern einen Schulplatz in einem „gebundenen Ganztagsprogramm“. Die Schule umfasst wie in Berlin und Brandenburg üblich die Klassen 1–6. Die zwei Neubauten (großes und kleines Känguru) wurden in den Jahren 2015 und 2019 eröffnet und lösten damit die zu klein gewordenen Räume am Friedhofsweg/Alt-Großziethen ab, in welchen heute ein Hortbetrieb durch die Kita „Sonnenblick“ unterhalten wird. In Anlehnung an den Namensgeber Paul Maar hat die Schule einen Leseschwerpunkt.
Die Evangelische Schule Schönefeld ist ein Gymnasium in Trägerschaft der evangelischen Kirche. Sie wurde 2011 gegründet und befand sich bis 2014 in Containern in Waßmannsdorf. Zu dem neuen Schuljahr 2014/2015 wurde das neue Schulgebäude in Großziethen eröffnet. Die Jahrgangsstufen gehen von der 7. Klasse bis zur 12. Klasse. Das Abitur schließt man hier nach der 12. Klasse ab. Jedes Jahr kommen zwei neue 7. Klassen dazu, in denen in der Regel je 28 Schüler sind. Seit 6. Oktober 2020 gehört die Schule zu dem Netzwerk „Schule ohne Rassismus“.

## Persönlichkeiten
- Walter Treusch von Buttlar-Brandenfels (1865–1954), preußischer Generalmajor, in Groß Ziethen aufgewachsen